# جسر فابريسيوس
جسر فابريسيوس أو بونس فابريسيوس (بالإيطالية: Ponte Fabricio)‏ هوَ أقدم جسر روماني في روما في إيطاليا ما زالَ موجوداً على حالته الأصلية، تم بناء هذا الجسر في عام 62 قبل الميلاد، وهو يمتد عبرَ مُنتصف نهر التيبر. يُسمى هذا الجسر أيضاً بجسر الأربعة رؤوس (بالإيطالية: Ponte dei Quattro Cap)‏ وذلك نتيجةً لوجود عمودين رُخاميين ليانوس وَهيرما وهي ذات وجهين، حيثُ تم نقلُها من كَنسية سانت غريغوري القَريبة مِنه في القرن الرابع عَشر.
وفقاً لكاسيوس ديو فإنَّ الجسر تم بناءه في عام 62 قبل الميلاد، والذي كان فيه شيشرون قُنصلاً، حيثُ عمدَ على تغيير الجسر الخشبي السابق والذي دمرته النيران، وقد كَلفَ بِذلك لوسيوس فابريسيوس، الذي كانَ في ذلك الوَقت أمين طُرق وعضو جينز فابريا روما. الجسر حالياً بحالته الأصلية منذُ العصر الروماني القَديم، واستخدامه ما زالَ مُستمر حتى الآن.
يبلغ طُول الجسر حوالي 62م، وَعرضه 5.5م، وهيكله يتشكل من قوسين عريضين مُدعمين بداعمة مركزية في وسط المَجرى، وقد تم تصنيع مركزه من الطفة، أما شكله الخارجي فهوَ مصنوع من الطُوب وَالترافرتين.

## النَقش
يُظهر النقش الأصلي على الترافرتين ذكرى بانيها باللغة اللاتينية، حيثُ كُرر النقش أربع مرات (على كل قوس، وعلى جانبي الجِسر)، والنقش باللغة اللاتينية هوَ:
L . FABRICIVS . C . F . CVR . VIAR | FACIVNDVM . COERAVIT | IDEMQVE | PROBAVIT
بالإضافة لهذا النَقش، هُناك نَقش وضعَ في وقتٍ لاحق، حيثُ يظهر أنَّ الجسر قد أُعيد ترميمه في عهد البابا إنوسنت الحادي عشر (رُبما في عام 1679).

## معرض الصُور

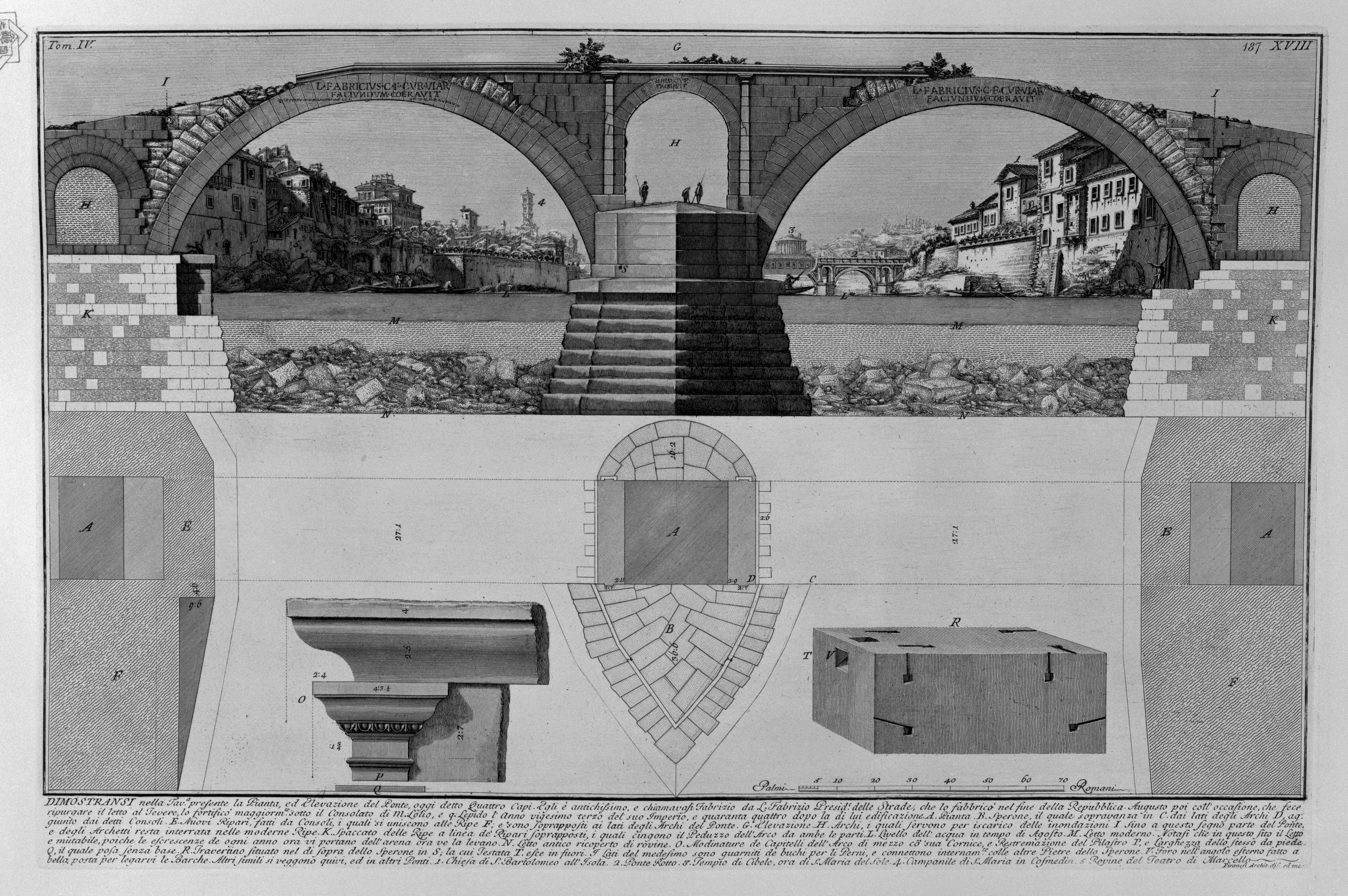
جسر فابريسيوس كما يظهر في طباعة بيرانسي في عام 1756
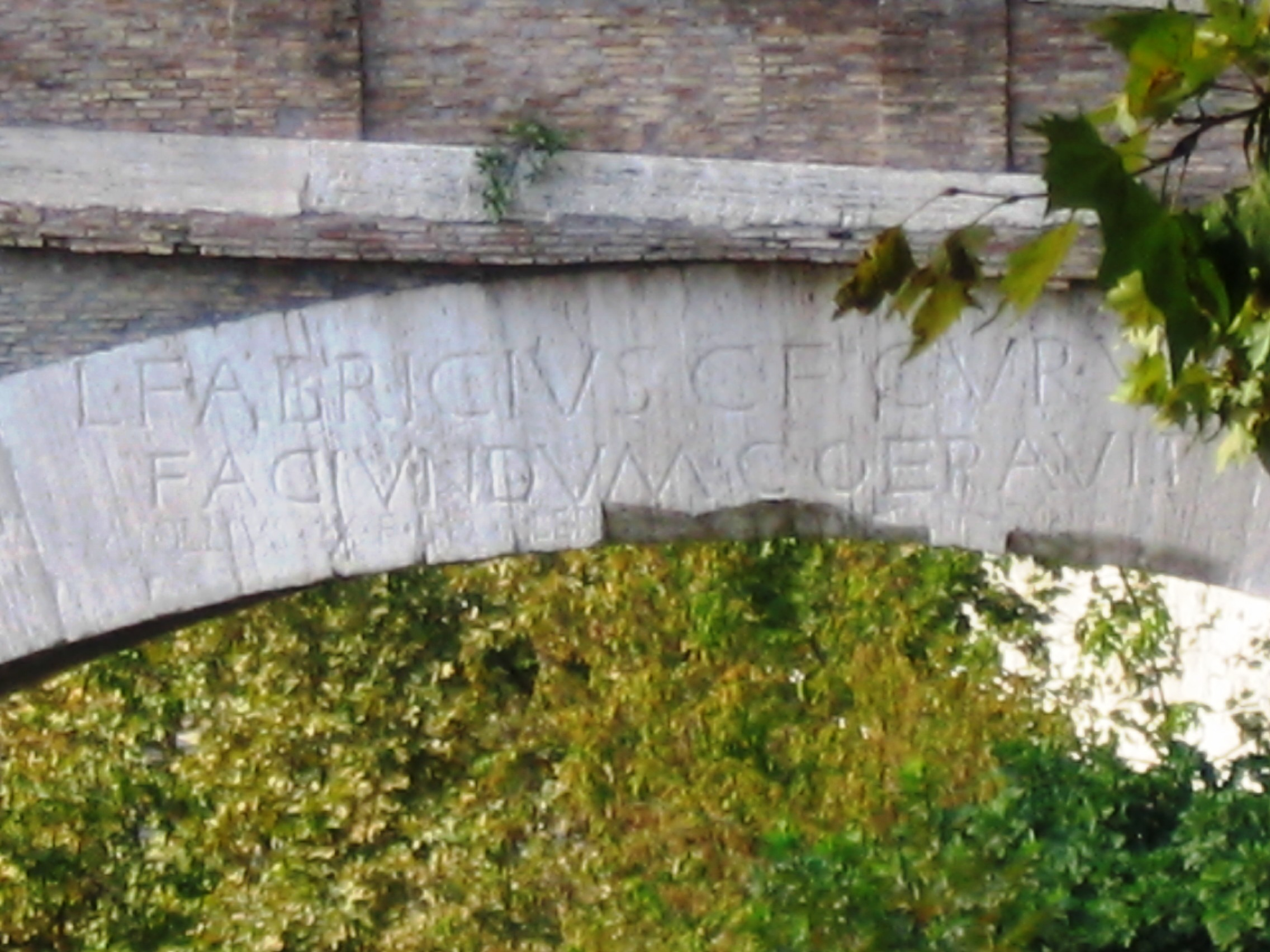
النقش على الجسر

## روابط خارجية
- لاكوسكورتيوس: جسر فابريسيوس.
- جسر فابريسيوس  على موقع ستركتر

- مياه روما: جسر نهر التيبر وتطوير مدينة روما القديمة. نسخة محفوظة 16 سبتمبر 2008 على موقع واي باك مشين.
- معلومات جزيرة التيبر (بالإيطالية)
- جسر فابريسيوس (بالإيطالية)